# Leif Karlborg

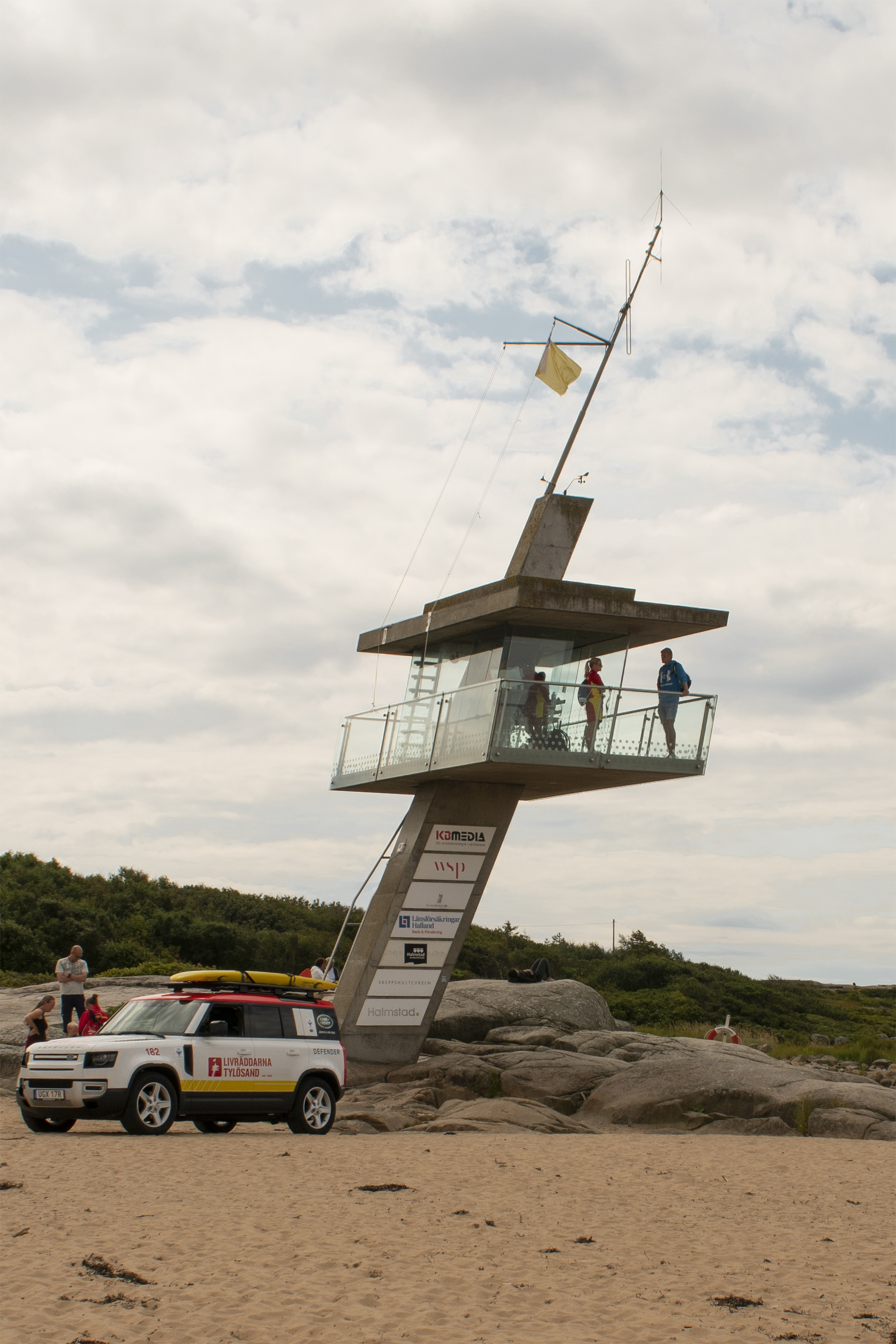
Livräddarna Tylösand Livräddartornet

Leif Karlborg född 1931 i Göteborg, död 26 december 2018,  tog initivativ till och startade livräddarskolan Livräddningsstationen i Tylösand 1960 och det är idag Nordens enda ideella livräddarskola. Leif Karlborg var tidigare säkerhetsansvarig för samtliga avdelningar av Svenska Livräddningssällskapet. Han var även chef på Livräddarskolan Tylösand men lämnade över jobbet 2014 till yngste sonen Peter Karlborg. 
Det hela startade med att Karlborg räddade en flicka från att drunkna. 
För sitt arbete med livräddning har Leif Karlborg blivit hedersmedborgare i Halmstad. År 2011 blev han nominerad till Svenska Hjältegalan.
Livräddarna har patrullerat stranden på Tylösand sedan 1960. Idag utbildar Livräddarskolan badvakter, havslivräddare och HLR-instruktörer. Hela verksamheten är ideell och drivs med hjälp av gåvor, sponsorer och frivilliga insatser.